# 에이엔/UNIVERSE/Believe in LOVE
《永遠/UNIVERSE/Believe in LOVE》은 대한민국 여자 가수 보아가 일본에서 발매한 27번째 싱글이다. 3A로 구성되어 있고, 전작 일본 싱글로부터 8개월인 신작으로 2009년 2월 18일 발매되었다. 발매는 2가지 타입으로 CD, CD+DVD반으로 발매되었고, CD의 첫회반에 〈BEST HIT MEGA BLEND〉곡이 들어있다.

## 설명
- 전미 데뷔 진출 이후 일본의 발매한 첫 번째 싱글이기도 하다.
- 〈UNIVERSE〉는 동갑 친구이자 동료인 Crystal Kay, 일본 세 번째 정규 앨범 《LOVE & HONESTY》에서부터 몇 번 작업 해 온 적이 있는 힙합그룹 m-flo의 VERBAL이 피쳐링을 하였다. 작곡은 보아의 미국 앨범을 프로듀싱한 팀에서 담당하였다.
- 〈永遠〉의 안무는 저스틴 팀버레이크, 자넷 잭슨, 브리트니 스피어스등과 작업해 온 미국의 안무가 Lissete이 P/V의 스토리까지 함께 담당하였다.
- 〈Believe in LOVE feat.BoA (Acoustic Version)〉은 보아의 일본 소속사 에이벡스에서 2009년 프로젝트인 ravex에서 보아가 보컬로 참여한 싱글 〈Belive in LOVE feat.BoA〉를 어쿠스틱 버전으로 편곡하여 수록하였다.
- CD 첫회반, CD+DVD 첫회반에는 〈BEST HIT MEGA BLEND〉라고 하는 리믹스 트랙이 수록되어 있다. 또, CD 첫회반에는 CD-EXTRA로 두 번째 베스트 앨범의 티저 영상인 《Introduction of "BEST&USA"》가 수록되어 있다.
- 한국 라이선스는 수록곡 〈UNIVERSE〉의 피쳐링에 있어서 Crystal Kay의 한국 저작권을 소유하고 있는 유니버설 코리아 측과의 문제로 발매되지 못하였다.
- 싱글 전곡 모두 두 번째 베스트 앨범 《BEST&USA》에 수록 되었다.

## 수록곡
CD
1. 永遠
  - 작사 : Narumi Yamamoto / 작곡 : Daisuke“D.I”Imai
2. UNIVERSE feat.Crystal Kay&VERBAL(m-flo)
  - 작사 : Kumo, Verbal (Rap) / 작곡 : Christian Karlsson, Pontus Winnberg, Henrik Jonback, So Shy, Magnus Wallbert, Balewa Mohammad
3. Believe in LOVE feat.BoA（Acoustic Version）
  - 작사 : Emi K. Lynn / 작곡 : ravex
4. BEST HIT MEGA BLEND
  - 「Sweet Impact」〜「抱きしめる」〜「Winter Love」〜「永遠」〜「LOVE LETTER」〜「七色の明日 〜brand new beat〜」〜「DO THE MOTION」〜「永遠」순서로 리믹스하였다.
5. 永遠（Instrumental）
6. UNIVERSE feat.Crystal Kay&VERBAL(m-flo)（Instrumental）
7. CD-EXTRA：Introduction of "BEST&USA"

DVD
1. 永遠 -Music Video-
2. Introduction of "BEST&USA"
3. BEST HIT MEGA BLEND 〜VISUAL REMIX〜（CD+DVD 첫회반 한정)

## 차트
| Chart                   | 순위 | 판매량 | 주차  |
| ----------------------- | ---- | ------ | ----- |
| 오리콘 데일리 싱글 차트 | 5    |        |       |
| 오리콘 위클리 싱글 차트 | 8    | 21,789 | 4주차 |